# Schleppzug M 17
Schleppzug M 17 ist ein 1932 entstandenes, deutsches Spielfilmdrama von und mit Heinrich George, der den Schleppschiffer Henner Classen spielt. Seine Frau Marie wird von Georges seinerzeit tatsächlicher Ehefrau Berta Drews verkörpert, die junge Frau, die ihm fast zum Verhängnis wird, von Betty Amann.

## Handlung
Henner Classen lebt mit seiner Frau Marie und beider minderjährigen Sohn Franz auf einem die deutschen Binnengewässer befahrenden Schleppkahn. Als Henner mit seinem Kahn in Richtung Berlin aufbrechen will, wird Marie in einem kleinen Ort Zeugin einer schweren Auseinandersetzung zwischen einem Betrunkenen und seinem volljährigen Sohn Jakob. Henner nimmt diesen auf Maries Intervention hin zu sich an Bord, um ihn vor dem prügelnden Vater zu schützen. Zu dritt brechen die Flussschiffer auf. Alle vier verstehen sich von Anbeginn ausgezeichnet, und Jakob scheint ein gutes Händchen für die Dinge, die an Bord erledigt werden müssen, zu haben. Man nähert sich der großen Metropole, als deren Vorboten die hohen Häuser entlang der Schifffahrtsroute allmählich auftauchen. Schließlich wird der Schleppkahn am Kai des Hafens angelegt. In der anbrechenden Nacht wird Henner Zeuge eines Zwischenfalls nahe der Lagerhallen. Zwei Männer und eine Frau, die offensichtlich einen Schuppen aufgebrochen haben, rennen entlang der Mole davon, nachdem sie bei ihrem Bruch einen Nachtwächter verletzt haben, verfolgt von der Polizei. Die beiden Ganoven können in einem Motorboot entkommen, lassen aber die junge Frau allein zurück, die dabei ins Hafenbecken stürzt. Henner zieht sie aus dem Wasser und bringt das Mädchen zu einem Lagerschuppen. Die kleine Wildkatze, Teil dieses Ganoventrios, wehrt sich heftig, als Henner sie festzuhalten versucht. Henner, der die Zusammenhänge noch nicht genau begreift, liefert Gescha, so heißt das Mädel, der Polizei jedoch nicht aus, und sie dankt es ihm, indem sie Henner am Ende des Gerangels spontan küsst.
Henner ist seitdem völlig durcheinander, seine Hormone lassen ihn vollkommen wuschig werden. All seine Gedanken kreisen um diese verruchte Gescha, die er unbedingt wiedersehen möchte. So macht er sich am nächsten Tag auf eine Kneipentour, in der Hoffnung, die laszive Ganovin wiederzufinden. Seine Familie weiß nicht, wo er steckt, weiß auch nichts von seiner entflammten Amour fou. Als er Gescha einmal während eines Familienausflugs in Berlins Innenstadt auf dem Potsdamer Platz ausmacht, lässt Henner seine Familie ohne Ankündigung stehen. Abends kommt er nach Hause auf sein Schiffchen und fühlt sich nicht einmal genötigt, seiner Frau, die er geflissentlich anschweigt, eine Erklärung für sein merkwürdiges Verhalten zu geben. Schließlich besitzt Henner sogar die Dreistigkeit, Gescha an Bord zu holen. Nun greift Jakob ein. Er erkennt instinktiv, welch unheilvolle Wirkung von dieser lasterhaften, amoralischen Frau ausgeht und welche Macht sie über den eigentlichen braven Koloss von Flussschiffer ausübt. Jakob versucht, Gescha aus aller Familienidylle wieder zu vertreiben. Erst mit freundlichen Worten, dann mit Nachdruck. Es kommt zum Streit, und Jakob läuft Gescha nach, als sie endlich an Land geht, um ihr die Rückkehr auf den Schleppkahn M 17 zu verwehren. Dabei wird Jakob von einem Auto angefahren und schwer verletzt. Auch Geschas Flucht hat bald ein Ende, sie gerät in die Fänge der Polizei, die schon nach ihr fahndete, nachdem ihre beiden Kumpane bereits festgenommen wurden. Für Henner sind diese dramatischen Ereignisse wie ein finaler Weckruf, er nimmt Jakob wie einen großen Sohn wieder an Bord auf: Dank Jakob hat Henner erkannt, was er an seiner Familie hat.

## Produktionsnotizen
Schleppzug M 17 war die einzige Filmregie Heinrich Georges, entstanden zwischen dem 5. und dem 28. September 1932 im Sirius-Atelier in Berlin (Innenaufnahmen) sowie auf dem Ruppiner See (Außenaufnahmen). George drehte das Gros des Films, zu gut drei Tagen Nachdreh wurde Werner Hochbaum verpflichtet. Die Filmbauten schufen Carl Haacker und Robert Scharfenberg, letztgenannter übernahm mit Max Maku auch die Produktionsleitung. Die musikalische Leitung hatte Richard Dochan. Die Uraufführung des Films fand am 19. April 1933 in Berlins Ufa-Palast am Zoo statt. In Österreich lief der Film auch unter dem Titel Fleisch in Fesseln; der internationale Titel lautet: Tugboat M 17.
Folgende Musiktitel wurden gespielt:
- Ist es wirklich wahr? (Musik: Will Meisel und Alex Stone. Text: Etienne Blanche, Günther Schwenn und Peter Schaeffers)
- Schifferlied (Musik: Will Meisel, Text: Reinhold Amthor)

George holte für diesen Film seine Ehefrau Berta Drews erstmals vor die Kamera. Auch Wilfried Seyferth, der den jungen Jakob verkörpert, gab hier seinen Einstand als Filmschauspieler.

## Kritiken
„Die Stadt ist Berlin und von den mindestens zwei Filmen, die ‚Schleppzug M 17‘ mindestens ist, ist der eine, deutlich interessantere wohl keine Sinfonie, wie sie der von Hochbaum bewunderte Ruttmann gedreht hat, aber doch ein Bänkelgesang von der Großstadt. Im anderen, deutlich weniger gelungenen Film, gerät der Schiffer vom Schleppzug auf amouröse Abwege, wird zum betrogenen Betrüger und sitzt voller Selbstmitleid in der Patsche. Noch da freilich eine recht großartige Szene, wenn der Mann in Trauer und Suff am Ende der Party zwischen Papierfetzen, denen das Feiern vergangen ist, mit Grund und Boden ins Schaukeln und Kippen gerät.“

Im Lexikon des Internationalen Films heißt es: „Abgesehen von melodramatischen Klischees gewährt der Film wirklichkeitsnahe Einblicke in den Schifferalltag.“

„Wenn Henner bei Landausgang am Potsdamer Platz Frau und Sohn für Gescha zurücklässt, wird das fatalistische Unterwerfungsszenario nach dem Schnittmuster von Der blaue Engel oder Asphalt unter freiem Großstadthimmel semidokumentarisch ausgelüftet. Später, bei einem Maskenball mit maritimem Thema, überträgt sich Henners innere Haltlosigkeit an Land in ein Schwanken und Schwindeln der Oberflächen. Wenn der Familienkahn schließlich wieder die Anker lichtet, ziehen sich die Ufer eng um den geläuterten Kapitän.“

Der Autor und Kritiker Karlheinz Wendtland war der Ansicht, dass der Stoff bei der Begabung Heinrich Georges schon einiges hergebe, bemängelte aber, dass George „als sein eigener Regisseur ungebührlich viel Platz für sich in Anspruch“ genommen habe. Daran habe auch Werner Hochbaum, der gegen Ende der Dreharbeiten die Regie übernommen habe, nichts mehr ändern können.